# Astature d'hydrogène
Pour les articles homonymes, voir HAT.
L'astature d'hydrogène, également appelé acide astatique, est un composé chimique de formule HAt avec un atome d'hydrogène lié par une liaison covalente à un atome d'astate. C'est un acide fort avec des propriétés chimiques proches des autres halogénures d'hydrogène. C'est le plus fort de ces derniers. Son instabilité est due à l'astate, élément dont l'isotope le plus stable, 210At, a une demi-vie d'environ 8,1 heures. Les propriétés de cette molécule sont donc difficiles à connaître.